# Álvaro de Mendaña de Neira
Álvaro de Mendaña de Neira ou Neyra (Congosto, Leão, 1 de outubro de 1542 — Ilhas Santa Cruz, Ilhas Salomão, 18 de outubro de 1595) foi um navegador espanhol que realizou duas expedições ao Oceano Pacífico descobrindo as Ilhas Salomão e as Marquesas.

## Biografia
Pouco se sabe sobre os anos iniciais de Álvaro. Alguns identificaram-no como galego, possivelmente de Neira, mas, segundo investigação mais recente, teria nascido em Congosto del Bierzo, Leão, na actual Espanha. O pai, Rodríguez, era da família Mendaña, e a mãe, Isabel de Neira, dos Castro, era irmã de Lope García de Castro. Mendaña de Neira embarcou para o Peru com o seu tio, em 1567, quando Garcia de Castro foi nomeado vice-rei do Peru. Em documentos da época é às vezes referido como usando o nome de Álvaro Rodríguez y Neira, sendo que em algumas ocasiões é identificado pelo nome de
Mendaña y Castro.
Em 1567, ao lado de Pedro Sarmiento de Gamboa, partiu de Callao, no Peru, numa expedição ao Pacífico Sul em busca da lendária Terra Australis. A expedição resultou na descoberta da Ilha Wake e das Ilhas Salomão.
Pretendendo ficar com o crédito pelas descobertas, lançou ao mar os diários e mapas feitos por Pedro Sarmiento de Gamboa e abandonou-o no México. No entanto, Mendaña de Neira teve de enfrentar a oposição dos inimigos do seu tio, então já falecido. Após um julgamento em Lima, Gamboa recuperou o crédito pelas descobertas e escreveu a Felipe II de Espanha, pedindo-lhe que proibisse Mendaña de Neira de voltar às Ilhas Salomão. Ainda assim, o monarca ignorou o pedido e Mendaña de Neira efectuou uma segunda viagem ao arquipélago em 1595. Esta expedição foi patrocinada pelo então vice-rei do Peru, García Hurtado de Mendoza, Marquês de Cañete, influenciado pela esposa. Os navios contavam com cerca de quatrocentos passageiros, com as suas esposas e escravos, cujo objectivo era o de fundar uma colónia nas Ilhas Salomão que impedisse os piratas ingleses de encontrar algum refúgio no Pacífico que lhes permitisse atacar a costa americana ou as Filipinas. Acompanhavam-no a sua esposa Isabel de Barreto e três cunhados. Nesta viagem, cujo principal piloto era o português Pedro Fernandes de Queirós, Mendaña de Neira descobriu as Ilhas Marquesas, assim designadas em homenagem à esposa do vice-rei, a Marquesa de Cañete.
Mendaña de Neira veio a falecer de malária nesta viagem mas já havia delegado a sua autoridade à sua esposa, também conhecida por "Adelantada", que o acompanhava na expedição. Tomando a liderança, Isabel de Barreto navegou resolutamente até Manila, nas Filipinas, em Fevereiro de 1596. Veio a tornar-se conhecida como a única "Almirante do Mar Oceano" que alguma vez comandou na marinha espanhola.